# Sukeban
Sukeban (jap. スケバン/助番) – japoński rzeczownik oznaczający przywódczynię kobiecego gangu. Z czasem zaczął być używany w odniesieniu do każdej członkini takiego gangu oraz wykształconej wśród nich subkultury.

## Historia
Dziewczęce gangi zaczęły powstawać w Japonii w latach 60. XX wieku w odpowiedzi na działalność męskich gangów, które nie pozwalały kobietom na dołączenie do ich szeregów. W grupach tych zrzeszały się buntownicze oraz sprzeciwiające się rolom płciowym i patriarchalizmowi dziewczęta, a ich działalność koncentrowała się wokół rywalizacji z innymi kobiecymi gangami oraz dokonywania drobnych przestępstw, np. kradzieży sklepowych (choć zdarzały się również grupy parające się np. włamaniami lub odznaczające się dużą brutalnością w swoich działaniach). Gangi cechowała hierarchiczna organizacja (zbliżona do tej w zorganizowanej przestępczości, np. w yakuzie), ściśle ustalone zasady oraz system kar za ich łamanie.
Największa aktywność grup sukeban przypadła na lata 70. XX wieku. Największy gang składał się z ok. 20 000 dziewczyn i działał na terenie regionu Kantō. W latach 80. moda sukeban zaczęła być zastępowana przez tokkō-fuku – kombinezony noszone przez gangi motocyklowe bōsōzoku, a ostatecznie straciła popularność na rzecz stylów kogal i ganguro. We współczesnej Japonii dziewczęce gangi funkcjonują głównie w obrębie wspomnianej subkultury bōsōzoku.

## Charakterystyka
Najważniejszym elementem stylu sukeban był przerobiony marynarski mundurek szkolny z wydłużoną spódnicą i marynarską bluzą z podwiniętymi rękawami, dodatkowo często skracaną przez jej właścicielkę celem odsłonięcia swojej talii. Mundurki były też ozdabiane odznakami i guzikami oraz ręcznie wyszytymi ornamentami i anarchistycznymi napisami, ponadto pod warstwami ubioru przechowywano broń – żyletki, łańcuchy, miecze itp. Charakterystyczne w wyglądzie sukeban były ponadto kolorowe skarpetki, trampki firmy Converse, skromny makijaż, cienkie brwi oraz farbowane lub trwale ondulowane włosy. Z racji, iż zmodyfikowany marynarski mundurek stał się głównym znakiem rozpoznawczym owych „kłopotliwych dziewcząt” i ich lekceważącego podejścia do szkolnych zasad, wiele szkół postanowiło zrezygnować z tego rodzaju mundurku i przejść na prostsze w budowie oraz trudniejsze do przerobienia blezery.

## Sukeban w kulturze
Gangi sukeban stały się popularnym motywem w filmie, mandze i anime. Na początku lat 70. Studio Toei stworzyło opartą na formacie pinku eiga linię filmów Pinky Violence, w ramach której powstały m.in. takie serie jak Girl Boss (1971–1973) oraz Terrifying Girls’ High School (1972–1973). Reżyserem większości tych produkcji był Norifumi Suzuki, a w filmach z obu tych serii wystąpiły takie aktorki jak Reiko Ike oraz Miki Sugimoto.
W 1975 na łamach czasopisma Hana to Yume ukazał się pierwszy rozdział mangi Sukeban Deka (jap. スケバン刑事) autorstwa Shinji Wady. Główną bohaterką serii jest przebywająca w zakładzie poprawczym 16-letnia Asamiya Saki, która otrzymuje od policji propozycję współpracy jako tajny detektyw. Dziewczyna decyduje się na współpracę, a jej charakterystycznym atrybutem staje się jojo, służące jako broń oraz odznaka policyjna. Manga okazała się sukcesem, sprzedając się w 20 milionach egzemplarzy oraz doczekując się licznych adaptacji, zarówno jako OVA, jak i produkcje live action, w tym cieszące się popularnością w latach 80. filmy oraz serial telewizyjny. Powstały również spin-offy mangi; w styczniu i lutym 2021 na łamach magazynu Monthly Princess swoją premierę miały dwa z nich.
Motyw sukeban pojawił się również w mangach pt. Yajikita Gakuen Dōchūki (jap. やじきた学園道中記) oraz Hana no Asuka-gumi! (jap. 花のあすか組!). Niektóre źródła jako przykład postaci sukeban podają Gogo Yubari z filmu Kill Bill, w której rolę wcieliła się Chiaki Kuriyama.